# Musa monticola
Musa monticola là một loài thực vật có hoa trong họ Musaceae. Loài này được M.Hotta ex Argent mô tả khoa học đầu tiên năm 2000.